# ريتشارد تشارتير
ريتشارد تشارتير (بالإنجليزية: Richard Chartier)‏ هو فنان ومصمم جرافيك أمريكي، ولد في 29 مارس 1971 في مقاطعة أرلنغتون في الولايات المتحدة.

## وصلات خارجية
- الموقع الرسمي
- ريتشارد تشارتير على موقع ميوزك برينز (الإنجليزية)
- ريتشارد تشارتير على موقع أول ميوزيك (الإنجليزية)
- ريتشارد تشارتير على موقع ديسكوغز (الإنجليزية)